# Селекціонне
Селекціо́нне (рос. Селекционное) — село у складі Славгородського округу Алтайського краю, Росія.

## Населення
Населення — 1204 особи (2010; 1217 у 2002).
Національний склад (станом на 2002 рік):
- росіяни — 74 %